# آكلات الفطور
آكلات الفطور أو السَّفَّاجِيَّات أو خنافس الفطر الشعرية أو فصلية مايستوفاجيدي (الاسم العلمي: Mycetophagidae)، هي فصيلة من الحشرات تتبع رتبة الخنافس. يبلغ طول أنواعها ما بين 1 و6.5 ملم. كما تعيش في الأوراق المتحللة ولحاء الأشجار والفطريات. أيضاً تتغذى هذه الحشرات على الفطريات (ومن هنا جاء الاسم). تحتوي على 18 جنساً و200 نوع.